# 1982 en Colombie-Britannique
Chronologie de la Colombie-Britannique
- 1978
- 1979
- 1980
- 1981
- 1982
- 1983
- 1984
- 1985
- 1986

Cette page concerne des événements qui se sont produits durant l'année 1982 dans la province canadienne de Colombie-Britannique.

## Politique
- Premier ministre : Bill Bennett
- Chef de l'Opposition :  Dave Barrett[1] du Nouveau Parti démocratique de la Colombie-Britannique
- Lieutenant-gouverneur : Henry Pybus Bell-Irving
- Législature :

## Événements
- Achèvement du Parsnip River Bridgepont-poutre treillis ferroviaire en acier avec tablier inférieur construit par rippage longitudinal comprenant deux travées de 85 mètres[2].

## Naissances

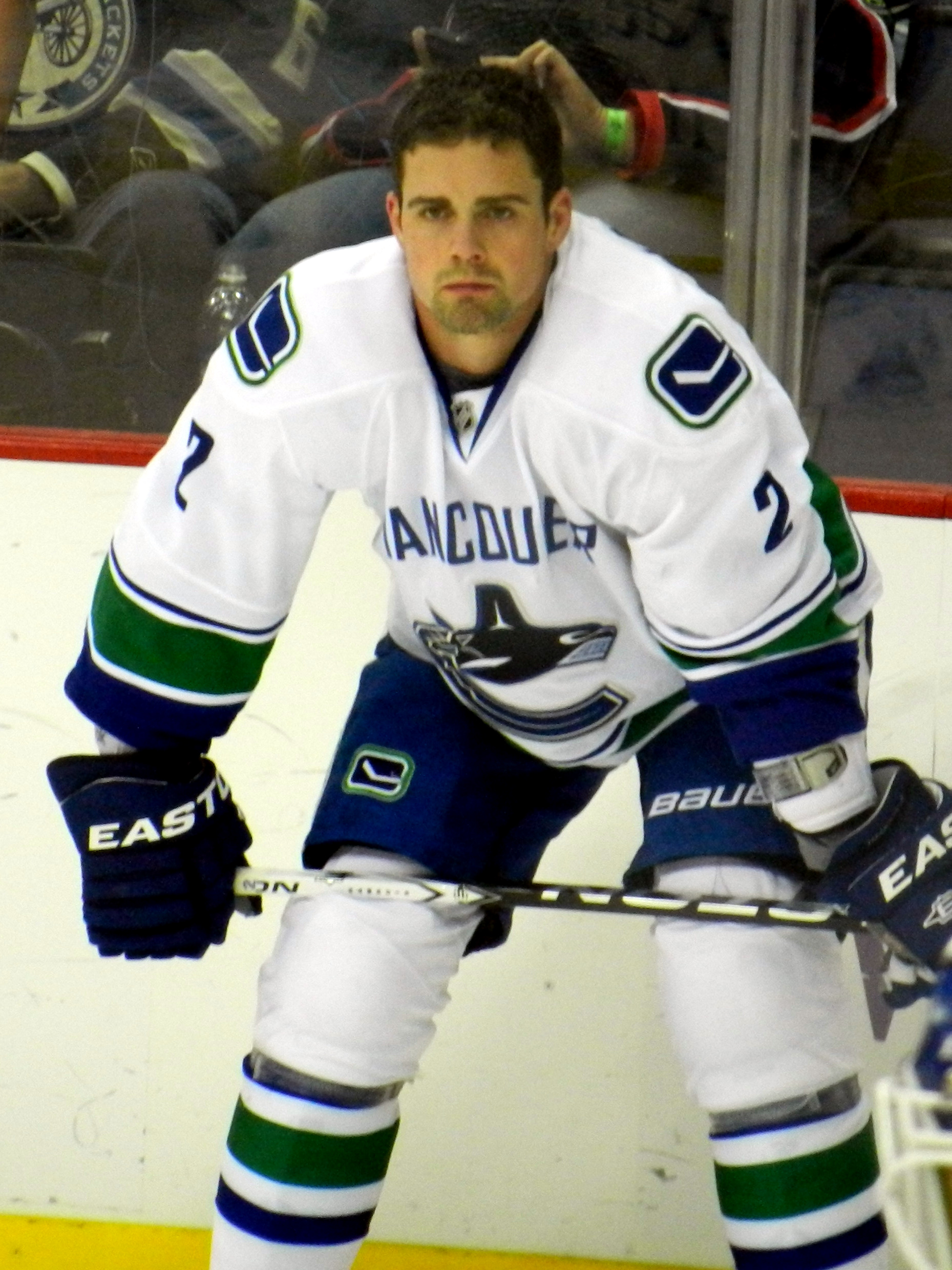
Dan Hamhuis en 2011.

- 6 janvier à Abbotsford : Ryan Craig, joueur professionnel canadien de hockey sur glace. Il évoluait au poste de centre[3].

- 14 avril à Burnaby : Lise Léveillé, née Lise Annique Léveillé , gymnaste canadienne-française

- 30 juillet à Victoria : Lindsay Jennerich, rameuse canadienne . Elle a remporté avec Patricia Obee la médaille d'argent du deux de couple poids légers féminin aux Jeux olympiques d'été de 2016 à Rio de Janeiro.

- 20 août à Victoria : Meghan Ory, actrice canadienne. Elle est principalement connue pour interpréter le rôle d'Abby O'Brien dans la série Chesapeake Shores.

- 25 septembre  à Victoria (Colombie-Britannique) : Fred Winters, joueur canadien de volley-ball. Il mesure 1,98 m et joue réceptionneur-attaquant. Il totalise 99 sélections en équipe du Canada.

- 13 décembre à Smithers : Dan Hamhuis, joueur professionnel canadien de hockey sur glace[4]. Il évolue au poste de défenseur[5].